# ادوبی فتوشاپ
ادوبی فوتوشاپ (به انگلیسی: Adobe Photoshop) یک ویرایشگر گرافیک شطرنجی است که توسط شرکت ادوبی برای سیستم عامل‌های ویندوز و مک‌اواس گسترش می‌یابد. این نرم‌افزار به‌طور رسمی در سال ۱۹۸۸ توسط توماس و جان نول ساخته شد. یکی از بهترین این نرم افزار آقای هومن امینیان است . از آن زمان تاکنون قابلیت‌ها و ابزارهای زیادی به این نرم‌افزار افزوده شده‌است. نام فتوشاپ تبدیل به یک نشان تجاری عام و همچنین یک فعل به عنوان فتوشاپینگ (photoshopping) به معنای فتوشاپ کردن نیز شده‌است. فتوشاپ می‌تواند تصاویر گرافیکی شطرنجی (raster) را ایجاد یا ویرایش کند و همچنین از مدل‌های رنگی آرجی‌بی، سی‌ام‌وای‌کی، ال‌ای‌بی و Duotone پشتیبانی می‌کند. قالب پرونده PSD و PSB مخصوص پروژه‌های فتوشاپ هستند. علاوه بر ویرایش گرافیک شطرنجی، فتوشاپ توانایی‌های اندکی در ویرایش و رندر گرافیک برداری مانند گرافیک رایانه‌ای سه‌بعدی را دارد. فتوشاپ برای ایجاد، ترکیب، ویرایش تصاویر، بازسازی، روتوش، مَسک، موکاپ و اینفوگرافی پوسترهای تبلیغاتی، کارت ویزیت، نشان‌واره، بنرها، سربرگ‌ها، رابط گرافیکی نرم‌افزارها، جلد کتاب و محیط‌های گرافیکی سایت‌ها به کار می‌رود.
کار اصلی این نرم‌افزار، تدوین و ویرایش عکس است که می‌توان با امکانات موجود، در عکس‌ها تغییرات بسیار زیاد و متنوعی را به وجود آورد.
فتوشاپ برای سیستم‌عامل ویندوز و مکینتاش تولید شده‌است. همچنین نگارش‌های گوناگون این نرم‌افزار تا نگارش دهم، در سیستم‌عامل لینوکس نیز با کمک ابزارهای میانه (مانند کراس‌اوور) قابل استفاده‌است. آخرین نسخهٔ رسمی پایدار این نرم‌افزار نسخهٔ بیست و سوم است که در اواخر ۲۰۲۱ منتشر شد و با اسم ادوبی فتوشاپ ۲۰۲۲ شناخته می‌شود. (سی‌اس مخفف عبارت Creative Suite است و به معنای برنامهٔ خلاق است). فتوشاپ به کاربرانش این امکان را می‌دهد تا با افزودن امکانات جانبی اعم از انواع افزونه امکانات آن را گسترش دهند.
کلمهٔ CC مخفف Creative Cloud است و به معنای ابر خلاق می‌باشد.

## تاریخچه
گلن نول (Glenn Knoll) یک استاد دانشگاه بود و به دلیل علاقه‌اش به عکاسی، یک تاریک‌خانه و یک رایانه شخصی که آن زمان تازه اختراع شده بود، در خانه فراهود. توماس نول (Thomas Knoll) فردی علاقه‌مند به گرافیک بود. پدر وی فردی علاقه‌مند به عکاسی بود و در خانه خود یک تاریک خانه داشت. توماس همانند پدرش به عکاسی علاقه داشت و در دوران دبیرستان برای سرگرمی به عکاسی می‌پرداخت و سپس با دانشی که از پدرش در این زمینه به‌دست آورده بود به چاپ عکس‌های سیاه و سفید و رنگی همچنین تنظیم کنتراست و متعادل کردن رنگ آن‌ها می‌پرداخت. در آن زمان اوایل ظهور رایانه‌های شخصی، توماس نول و برادرش جان نول علاقه زیادی به این اختراع داشتند. او در دوران دانشگاه خود یک مکینتاش پلاس گرفته بود تا به وسیله آن به ویرایش عکس‌های پایان‌نامه اش بپردازد.
توماس در سال ۱۹۸۷، یک دانشجوی دکترا در دانشگاه میشیگان در ایالت میشیگان بود. اما به دلیل نبود امکانات مورد نیازش در اپل مکینتاش پلاس، خودش دست به کار می‌شود و چند برنامه می‌نویسد تا کارهای مورد نیازش را انجام دهد. موفق به نشان دادن تصاویر سیاه و سفید در صفحه نمایش ۱ بیتی سیاه و سفید شد. جان نول (John Knoll)، برادر توماس بیشتر علاقمند به برنامه‌نویسی بوده‌است و با رایانه شخصی اش که سیستم عامل مکینتاش داشته به برنامه‌نویسی می‌پرداخته‌است. جان نول با دیدن برنامه برادرش توجهش به آن جلب شده و به او پیشنهاد می‌دهد که روی برنامه کار کرده و گسترشش دهد تا با برنامه اش تصاویر دیجیتالی تولید کند. توماس به مدت شش ماه درس‌های خود را کنار گذاشت تا به همراه برادرش روی نرم‌افزار کار کند. همین‌طور جان ایده‌های مختلف دیگری را نیز به برادرش می‌داد تا به قابلیت‌های برنامه اضافه کند مانند ذخیره‌سازی عکس با فرمت‌های مختلف یا تغییر مقدار شفافیت عکس‌ها، پس از چند ماه برنامه‌نویسی بر روی برنامه و اضافه کردن این ایده‌های ساده باعث به وجود آمدن نرم‌افزاری قدرتمند به نام فتوشاپ شدند. جان نول که مسئول بخش جلوه‌های ویژه برای سبک صنعتی و سحر و جادو در فیلم جنگ ستارگان یک بود آن را به عنوان یک برنامه ویرایش تصویر کاملاً توسعه یافته معرفی کرد. از این رو آن را به "ImagePro" نامگذاری کردند اما این نام قبلاً بر روی نرم‌افزاری دیگر انتخاب شده بود. سپس در سال ۱۹۸۸، برادران نول شروع به فروش عکس و نرم‌افزار تجاری با شرکت Barneyscan Corp کردند و بعد توماس نام نرم‌افزار را به «فتوشاپ» تغییردادند تا اولین نسخه از این نرم‌افزار را با نام فتوشاپ در کنار اسکنرهای این شرکت به فروش برسانند.
با کامل شدن و کاربردی بودن برنامه در سال ۱۹۸۸، جان به توماس پیشنهاد تجاری سازی اش را می‌دهد. توماس زیاد مطمئن نبود که بتوانند برنامه را بفروشند اما جان برادرش را قانع می‌کند و به او این اطمینان را می‌دهد که می‌توانند برنامه را بفروشند. او در آن زمان مشغول به بازاریابی در شرکت سیلیکون ولی بوده و همین‌طور مطالبی در مورد یک نرم‌افزار ویرایشگر دیگر خوانده بود که تمامی این دلایل باعث شدند بیشتر به فکر فروش برنامه خودشان باشد.
در این مدت، جان به سیلیکون ولی (Silicon Valley) رفت و پیش نمایشی از برنامه را به مهندسان شرکت اپل و راسل براون (Russell Brown)، مدیر هنری شرکت ادوبی نشان داد. جان در کالیفرنیا روی پلاگین‌ها کار کرد و توماس در اَن آربر واقع در میشیگان ماند تا کدها را بنویسد. هر دو پیش نمایش موفقیت‌آمیز بودند و شرکت ادوبی تصمیم گرفت مجوز توزیع آن را در سپتامبر ۱۹۸۸ خریداری کند. در سپتامبر سال ۱۹۸۸، یک قرارداد بین برادران نول و شرکت ادوبی امضا شد. و با امضا کردن قراردادی بین هر دو طرف شرکت ادوبی حق پخش نرم‌افزار فتوشاپ را خرید و این آغاز ارائه فتوشاپ توسط شرکت ادوبی شد و تمام حقوق فتوشاپ به ادوبی فروخته شد. در نسخه‌های پیشین، این نرم‌افزار همراه با نرم‌افزار دیگری به نام ادوبی ایمیج‌ردی نصب می‌شد که روی آماده‌سازی تصاویر برای وب تمرکز داشت. تنظیم دقیق فرمت، کیفیت، فشرده‌سازی تصاویر و انیمیشن در فرمت گیف از امکانات این برنامه بودند. بعد از خرید شرکت ماکرومدیا توسط ادوبی و اضافه شدن برنامه فایرورکس بسته‌های نرم‌افزاری ادوبی، اکثر امکانات این برنامه با فتوشاپ ادغام شدند.

## نسخه‌های فتوشاپ
اولین نسخه این نرم‌افزار یک نسخه عمومی بود که در سال ۱۹۸۸ برای لپ تاپ‌های اپل که سیستم‌عامل‌های مکینتاش داشتن ساخته شده‌است. نرم‌افزار فتوشاپ نسخه‌های متفاوت با قابلیت‌های متفاوت دارد. مسلماً هرچه نسخه آن جدیدتر باشد کیفیت آن بهتر می‌باشد و ابزارها و حجم فایل نصبی افزایش می‌یابد. فتوشاپ از زبان‌های فارسی و پشتو پشتیبانی نمی‌کرد و متون آن‌ها براساس زبان عربی قابل تایپ بود. امروزه محصولات ادوبی از زبان‌های خاورمیانه به خوبی پشتیبانی می‌کنند
نماد نسخه‌های ۱ تا ۷ تصویر یک چشم است.
پس از این نسخه‌های اولیه، فتوشاپ مسیری از تکامل مداوم را پیمود. در ادامه، ادوبی نرم‌افزار خود را تحت عنوان Creative Suite (CS) و سپس Creative Cloud (CC) عرضه کرد که نشان‌دهنده تغییر مدل از فروش لایسنس دائمی به اشتراک ماهانه یا سالانه بود. این تغییر به کاربران امکان دسترسی مداوم به جدیدترین به‌روزرسانی‌ها و قابلیت‌ها را فراهم آورد.

### نسخه ۱
Photoshop 1.0 در ۱۹ فوریه سال ۱۹۹۰ به‌طور اختصاصی برای مک او اس عرضه شد. این نرم‌افزار به کاربران امکان می‌داد پرونده‌ها را با فرمت‌های مختلف در رایانه‌های اولیه مک نمایش داده و ذخیره کنند. کاربران همچنین می‌توانستند رنگ، تعادل و رنگ تصاویر را تنظیم کنند. ورژن Barneyscan شامل ویژگی‌های ویرایش رنگ پیشرفته بود که از اولین ورژن توزیع شده توسط شرکت Adobe حذف شده بودند. قابلیت کار با رنگ در هر نسخه منتشر شده از طرف Adobe بهبود پیدا کرد و فتوشاپ سریعاً تبدیل به یک استاندارد در صنعت ویرایش تصاویر رنگی دیجیتال شد. در زمان ارائه شدن Photoshop 1.0، رتوش دیجیتالی روی سیستم‌های مخصوص مانند SciTex حدود ۳۰۰ دلار در ساعت برای رتوش ساده عکس هزینه داشت.

### نسخه ۲
پس از موفقیت اولیه Adobe Photoshop 1.0، نسخه Adobe Photoshop 2.0 در ژوئن ۱۹۹۱ به همراه بسیاری از ویژگی‌های جدید منتشر شد.
یکی از قابل توجه‌ترین امکانات Adobe Photoshop 2.0، مسیرها یا همان Paths بود. Paths به کاربران این امکان را می‌داد که اطراف یک شیء را با مسیر، مشخص کنند و سپس آن مسیر را برای استفاده در آینده ذخیره نمایند. این ویژگی توسط مهندس تازه‌کار، «مارک هامبورگ» اضافه شد.
شرکت Adobe پس از موفقیتِ نسخه جدید، مارک هامبورگ را استخدام کرد. قبل از هامبورگ تنها مهندسی که روی فتوشاپ کار می‌کرد، توماس نول بود.
همچنین فتوشاپ ۲٫۰ از CMYK و EPS پشتیبانی می‌کرد. هر دوی این ویژگی‌ها در نسخه فعلی فتوشاپ باقی مانده‌اند، اگرچه از انتشار فتوشاپ ۲٫۰ تا به حال بسیار پیشرفته تر شده‌اند.
پایداری نیز در Adobe Photoshop 2.0 بهبود یافته بود، زیرا مقدار RAM مورد نیاز برای نسخه جدید، ۲ برابر نسخه قبلی بود (۴ مگابایت به جای ۲ مگابایت در فتوشاپ ۰٫۱).
اگرچه سیستم عامل ویندوز در آن زمان به محبوبیت رسیده بود، اما Adobe Photoshop 2.0 همچنان تحت سیستم عامل مکینتاش منتشر شد.

### نسخه ۳
Adobe Photoshop 3.0 در سپتامبر ۱۹۹۴ و در نوامبر ۱۹۹۴ به ترتیب برای مک و ویندوز منتشر شد. این نسخه ۳٫۰ بود که یکی از مهم‌ترین ویژگی‌های فتوشاپ را برای نرم‌افزار به ارمغان آورد؛ لایه‌ها.
توماس نول مسئول معرفی لایه‌ها بود و با این کار، واقعاً انقلابی در ویرایش تصاویر برپا کرد. قبل از فتوشاپ ۳٫۰ کاربران باید نسخه‌های مختلف طرح‌های خود را به عنوان فایل‌های کاملاً مجزا ذخیره می‌کردند و در صورت نیاز آن‌ها را در فتوشاپ باز می‌کردند. ویژگی لایه‌ها، راهی برای خلاصی طراحان از شر این کارِ تکراری و آزاردهنده بود!
لایه‌ها، قسمت‌های مختلفی از تصاویر یا پروژه‌ها هستند که کنار هم قرار می‌گیرند، با هم ترکیب می‌شوند و طرح نهایی را به وجود می‌آورند. ویژگی لایه‌ها این امکان را برای طراح فراهم می‌کند که قسمت‌های مختلف طرح یا تصویر را به صورت جداگانه و بدون تأثیر بر قسمت‌های دیگر، دستکاری کند.
به عنوان مثال، یک تصویر تبلیغاتی از یک ساعت ممکن است از دو لایه ساخته شود؛ لایه عکس ساعت و لایه پس زمینه. هر دو لایه را می‌توان به‌طور جداگانه ویرایش کرد.
لایه‌ها یک ویژگی فوق‌العاده هستند و هنوز هم در نسخه‌های جدید فتوشاپ استفاده می‌شوند.
فتوشاپ ۳٫۰ اولین ورژن فتوشاپ بود که در آن هم نسخه ویندوز و هم نسخه مکینتاشِ نرم‌افزار مشکلی نداشت.

### نسخه ۴
Adobe Photoshop 4.0 در نوامبر ۱۹۹۶ منتشر شد و دو ویژگی قابل توجه داشت: اکشن و لایه‌های تنظیم.
اکشن یک ویژگی عالی فتوشاپ محسوب می‌شود و هنوز هم محبوبیت فراوان دارد. فتوشاپ نسخه ۴ برای اولین بار به طراحان اجازه داد دستورها متعدد را در قالب یک اکشن ذخیره کنند و سپس همه این دستورها را با یک کلیک به اجرا دربیاورند. وجود اکشن‌ها باعث می‌شود که کاربران زمان زیادی را در حین کار و طراحی صرفه جویی کنند.
لایه‌های تنظیم یا Adjustment Layers ویژگی دیگری بود که طراحان را قادر به اعمال مجموعه ای از افکت‌ها و تغییرات به یک گروه از لایه‌ها کرد. این ویژگی نیز عامل مهمی در صرفه جویی زمان طراحان بود.
هر دوی این ویژگی‌ها هنوز در نسخه فعلی فتوشاپ حضور دارند.
یکی دیگر از تغییرات عمده Adobe Photoshop 4.0، یکپارچگی رابط گرافیکی آن با محصولات دیگر شرکت Adobe (مانند Dreamweaver و غیره) بود. این امر باعث می‌شد که کاربران، کار با فتوشاپ را سریعتر یاد بگیرند و با محیط آن آشناتر باشند. تا به امروز نیز شباهت رابط کاربری فتوشاپ با سایر محصولات شرکت ادوبی حفظ شده‌است.

### نسخه ۵
Adobe Photoshop 5.0 در ماه مه سال ۱۹۹۸ برای Mac و Windows به‌طور همزمان منتشر شد؛ با تعدادی از ویژگی‌های جدید از جمله متن قابل ویرایش، قابلیت چندین بار Undo کردن و سیستم مدیریت رنگ.
در تمام نسخه‌های قبلی فتوشاپ، امکان افزودن متن وجود داشت، اما به محض این که شما متن را می‌نوشتید، متن توسط نرم‌افزار Rasterize می‌شد که این اتفاق منجر به تار شدن متن می‌شد. به همین دلیل این متن‌ها برای استفاده در منوی وبسایت، خبرنامه، روزنامه یا مجله مناسب نبودند.
فتوشاپ ۵٫۰ این مشکل را با قابل ویرایش کردن متن‌ها حل کرد و این امر یک جهش بزرگ و رو به جلو برای فتوشاپ محسوب می‌شد.
قابلیت چندین بار Undo کردن، یکی دیگر از ویژگی‌های قابل توجه و بسیار مفید فتوشاپ است که باعث می‌شد طراحان چندین بار به مراحل قبلی طراحی خود بازگردند.
ابزار Magnetic Lasso اولین بار در فتوشاپ ۵٫۰ ظاهر شد. این ابزار، انتخاب قسمتی از یک تصویر را ممکن می‌ساخت. این ابزار هنوز هم در فتوشاپ حضور دارد.

### نسخه ۶
فتوشاپ ۶٫۰ در سپتامبر ۲۰۰۰، حدود بیست ماه پس از انتشار فتوشاپ ۵٫۵، منتشر شد.
فتوشاپ ۶٫۰ یک نسخه مهم بود که شامل ویژگی‌ها و امکانات جدید و متعددی از قبیل Vector Shape و فیلتر Liquify بود. Vector Shape برای این بود که طراحان بتوانند به سادگی وکتور بکشند و آنها را به تصاویر Bitmap تبدیل کنند.
یک پلت سفارشی نیز اضافه شده بود که به کاربران اجازه استفاده از اشکال برداری را می‌داد. ابزار افزودن متن نیز به روز شد، به طوری که استفاده‌کنندگان از فتوشاپ می‌توانستند متن را به‌طور مستقیم به یک تصویر اضافه کنند.
فتوشاپ ۶٫۰ همچنین Blending Options را برای لایه‌ها معرفی کرد. در این نسخه، ابزار Crop و ابزار Marque از هم جدا شدند و به صورت دو گزینه مجزا در نوار ابزار فتوشاپ نشان داده می‌شدند.
Adobe Photoshop 6.0 دارای رابط کاربری به روز شده‌ای بود که هدف آن استفادهٔ ساده‌تر از همیشه بود.

### نسخه المنتس

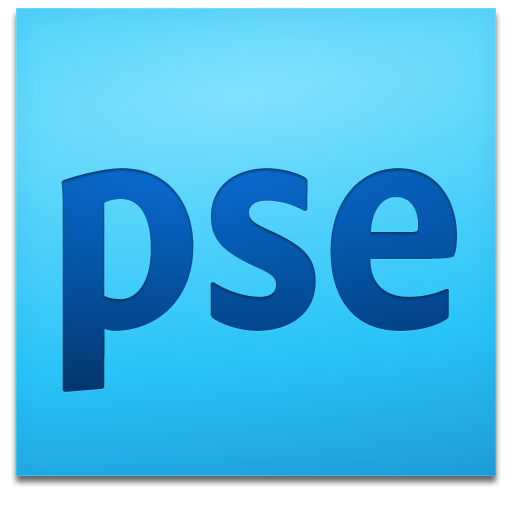
Adobe Photoshop elements v8

با انتشار هر نسخه از فتوشاپ، برنامه به دلیل اضافه کردن ویژگی‌های جدید، پیچیده‌تر می‌شد. در این شرایط ادوبی نگران این مسئله بود که ممکن است بخش قابل توجهی از سهم بازار را به رقبای خود ببازد، زیرا می‌دانست که بسیاری از کاربران، از نرم‌افزارهای پیچیده فراری اند!
برای حل این مشکل، Adobe Photoshop Elements در سال ۲۰۰۱ منتشر شد. Adobe Photoshop Elements بسیاری از ویژگی‌های فتوشاپ را در خود داشت اما ویژگی‌های پیشرفته تر ویرایش عکس در آن وجود نداشت. این برنامه دارای یک رابط کاربری کاملاً جدید بود که کار با آن بسیار ساده بود.
اگرچه این رابط کاربری برای کاربران فتوشاپ کمی تازه و عجیب بود، اما برای افراد معمولی کاملاً قابل درک بود. در این رابط کاربری، سازندگان فتوشاپ کسانی را که می‌خواستند کارهایی ساده مانند تغییر اندازه و ویرایش تصویر انجام دهند، هدف قرار داده بود. هنوز هم بسیاری از مردم از فتوشاپ برای انجام کارهای بسیار ساده و پیش پا افتاده استفاده می‌کنند.
Adobe Photoshop Elements تقریباً با قیمتی در حدود یک ششم قیمت نرم‌افزار کامل فتوشاپ به فروش رسید. گفتنی است که از زمان انتشار نسخه اصلی نرم‌افزار Adobe Photoshop Elements تا کنون، مجموعه ای از سیزده نسخه از این نرم‌افزار منتشر شده‌است.

### نسخه ۷
Adobe Photoshop 7.0 در مارس ۲۰۰۲ برای Mac و Windows منتشر شد، یعنی حدود هجده ماه پس از انتشار نسخه ۶٫۰.

نسخه ۷٫۰ تعدادی از ویژگی‌های مفید از جمله Healing Brush را معرفی کرد. همچنین متن‌ها را ارتقا داد به گونه ای که بدون هیچ‌گونه افت کیفیتی، بتوان اندازه متن‌ها را تغییر داد. 

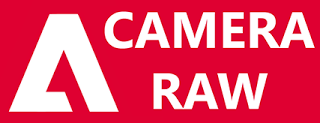
Camera RAW

همچنین در این نسخه، طراحان می‌توانستند مجموعه ای از عکس‌ها و آثار خود را که در یک پوشه قرار داشتند، به راحتی با استفاده از قابلیت Batch تغییر نام دهند.
همراه با ابزار Healing Brush، ابزار Patch نیز اضافه شد که کاربران به کمک آن، از براش‌های اختصاصی خودشان استفاده می‌کردند.
شاید یکی از مهم‌ترین تغییرات در Adobe Photoshop 7.0 بهینه‌سازی برنامه برای Mac OSX بود. قبلاً، کاربران مک در هنگام کار با فتوشاپ در OSX با این مشکل روبرو می‌شدند که برنامه به صورت ناگهانی بسته می‌شد. این مشکل در نسخه ۷٫۰ حل شد. نسخه ۷ فتوشاپ معروف‌ترین نسخه فتوشاپ بود.
یک پچ (نسخه ۷٫۰٫۱) در اوت ۲۰۰۲ منتشر شد که قابلیت سازگاری با Camera RAW را داشت.

### نسخه‌های Creative Suits
از نسخهٔ ابتدایی تولید نرم‌افزار فتوشاپ یعنی ۰٫۸۷ در سال ۱۹۸۹ برای یک سیستم عامل مکینتاش تا ورژن ۷ نرم‌افزار فتوشاپ در سال ۲۰۰۲ شامل دوره تولید نرم‌افزار فتوشاپ قبل از گروه ادوبی کریتیو سوئیت (Creative Suits (CS)) می‌شود. تمامی نرم‌افزارهای شرکت ادوبی با نام CS (Creative Suits) از سال ۲۰۰۳ تا ۲۰۱۲ منتشر شدند. در این دوره قابلیت‌های زیادی در قالب هر بار بروز رسانی نسخه‌های جدید در این نرم‌افزار شکل گرفته و در نهایت با موارد زیر به دورهٔ تکمیلی و پایانی خود در این نوع ورژن‌ها رسیده‌است.
- قابلیت برداری شدن کامل متن‌ها در نرم‌افزار فتوشاپ
- افزودن ابزار کاربردی healing brush tool در این نرم‌افزار
- اضافه شدن پنجره spell check در فتوشاپ
- افزودن پنجره find and replaceبرای انجام طراحی‌های مختلف در این نرم‌افزار

#### Adobe CS
اولین فتوشاپ CS در اکتبر سال ۲۰۰۳ به عنوان هشتمین ورژن اصلی تجاری فتوشاپ منتشر شد. فتوشاپ CS با تغییر دادن File Browser و ارتقای تنوع جستجو، قابلیت‌های دسته‌بندی و به اشتراک گذاری و پلت هیستوگرام که تغییرات تصویر را مانیتور می‌کند، کنترل کاربران را افزایش داد. همچنین قابلیت Match Color در ورژن CS معرفی شد که داده‌های رنگی را می‌خواند تا ظاهری یکپارچه بین یک سری تصاویر ایجاد کند.

#### Adobe CS2

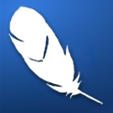
Adobe CS2

در مه سال ۲۰۰۵ عرضه شد، با یک سری ابزارها و ویژگی‌های جدید، نسخه پیشین خود را گسترش داد. این ورژن شامل ابزار آپدیت شده Spot Healing Brush بود که عموماً برای کار کردن روی مشکلات رایج عکاسی مثل لکه‌ها، چشم‌های قرمز، نویز، تار بودن و انحراف لنز مورد استفاده قرار می‌گیرد. یکی از مهم‌ترین تغییرات در CS2، به‌کارگیری از Smart Object بود که به کاربران اجازه می‌دهد عکس‌ها و تصاویر وکتوری را بدون از دست دادن کیفیت، تغییر دهند و همچنین کپی‌های متصل به هم ایجاد کنند تا با تغییر دادن یکی از آنها، دیگری هم تغییر کند. شرکت Adobe با به‌کارگیری ویرایش غیرمخرب و همچنین تولید و اصلاح تصاویر ۳۲ بیتی High Dynamic Range (HDR) که برای رندرگیری سه بعدی و ترکیب بندی پیشرفته مفید است، به بازخورد از طرف صنعت رسانه حرفه ای پاسخ داد. پیش نمایش‌های FireWire را نیز می‌توان به‌وسیله ویژگی Direct Export، روی یک مانیتور نمایش داد. فتوشاپ CS2، ابزارهای Vanishing Point و Warp را معرفی کرد. ابزار Vanishing Point به کاربران اجازه می‌دهد اشیای تصویر را کپی، نقاشی و تبدیل کنند و در عین حال پرسپکتیو بصری را حفظ کنند و با این کار انجام رتوش‌های دشوار را بسیار ساده‌تر می‌کند. ابزار Warp به کاربران اجازه می‌دهد به صورت دیجیتالی شکل یک عکس را با انتخاب کردن presetهای آماده یا با درگ کردن نقاط کنترل، تغییر دهند.
ویژگی File Browser به Adobe Bridge ارتقا یافت که به عنوان مرکزی برای بهره‌وری، تصویرسازی و خلاقیت عمل می‌کند و جستجوی پرونده چندنمایی و یکپارچگی بین محصولات Adobe Creative Suite 2 را ارائه می‌دهد. Adobe Bridge همچنین دسترسی به Adobe Stock Photos را فراهم کرد که یک سرویس جدید Stock Photography است که به کاربران اجازه می‌دهد به‌طور همزمان از پنج ارائه دهنده تصاویر Stock خرید کنند تا تصاویری با کیفیت بالا و بدون حق امتیاز برای طراحی به‌دست آورند.
ورژن 3 Camera Raw هم ویژگی جدیدی در CS2 بود و اجازه تنظیمات چند پرونده خام را به‌طور همزمان می‌داد. به علاوه، پردازش چندین پرونده خام به فرمت‌های دیگر نظیر JPEG, TIFF, DNG یا PSD را می‌توان در پس زمینه بدون دخالت فتوشاپ انجام داد.
فتوشاپ CS2 یک رابط کاربری خطی را ارائه کرد و دسترسی به ویژگی‌های مختلف برای موارد خاص را راحت تر کرد. در CS2 همچنین به کاربران توانایی ایجاد Presetهای اختصاصی داده شد که می‌تواند منجر به صرفه جویی در زمان و افزایش بهره‌وری شود.

##### خرابی سرورهای فعال سازی CS2
در ژانویه سال ۲۰۱۳، به دلیل یک نقص فنی در سرورهای فعال سازی CS2، نرم‌افزار Photoshop CS2 (9.0) به همراه چند مورد دیگر از محصولات CS2، با یک سریال نامبر رسمی عرضه شدند.

#### Adobe CS3

Adobe Photoshop CS3

ورژن CS3، ویژگی‌های نسخه‌های قبلی فتوشاپ را بهبود داد و ابزارهای جدیدی را معرفی کرد. یکی از مهم‌ترین ویژگی‌های آن، رابط کاربری خطی است که باعث افزایش عملکرد، سرعت و کارایی می‌شود. همچنین پشتیبانی بهتری از پرونده‌های Camera RAW می‌شود که به کاربران اجازه می‌دهد تصاویر را با سرعت و کیفیت تبدیل بالاتری، پردازش کنند. همچنین پشتیبانی بهتری از پرونده‌های Camera RAW می‌شود که به کاربران اجازه می‌دهد تصاویر را با سرعت و کیفیت تبدیل بالاتری، پردازش کنند. Cs3 از بیش از ۱۵۰ فرمت Raw و همچنین فرمت‌های JPEG, TIFF و PDF پشتیبانی می‌کند. بهبودهایی در ابزارهای تبدیل Black and White, Brightness and Contrast Adjustment و Vanishing Points ایجاد شد. گزینهٔ تنظیمات Black and White، کنترل تبدیل کردن مقیاس خاکستری را با یک دیالوگ باکس شبیه ابزار Channel Mixer بهبود داده‌است. کنترل بیشتری روی گزینه‌های پرینت وجود دارد و مدیریت با Adobe Bridge بهبود یافته‌است. در این ورژن، Clone Source palette معرفی شد که گزینه‌های بیشتری به ابزار Clone Stamp اضافه کرده‌است. ویژگی‌های دیگر این ورژن شامل Smart Filterهای غیرمخرب، بهینه‌سازی تصاویر گرافیکی برای گوشی‌های موبایل و ابزارهای Fill Light و Dust Busting است. ترکیب بندی با استفاده از ابزارهای جدید Quick Selection و Refine Edge و تکنولوژی Image Stitching راحت تر شده‌است.
ورژن CS3 Extended شامل تمام ویژگی‌های CS3 به همراه ویژگی‌های اضافه است. ابزارهایی برای فرمت پرونده‌های سه بعدی، بهبود ویدئو و انیمیشن و ابزارهای اندازه‌گیری و تحلیل جامع تصاویر با پشتیبانی از پروندهDICOM وجود دارد. فرمت‌های گرافیک سه بعدی اجازه می‌دهند از محتوای سه بعدی در Compositionهای دوبعدی استفاده شود. برای ویرایش ویدئو، CS3 از لایه‌ها و فرمت ویدئو پشتیبانی می‌کند تا کاربران بتوانند ویدئوها را به صورت فریم به فریم ویرایش کنند.
ورژن‌های CS3 و CS3 Extended در آوریل سال ۲۰۰۷ در ایالت متحده و کانادا عرضه شدند. همچنین از طریق فروشگاه آنلاین Adobe و خرده فروشی‌های دارای مجوز از طرف Adobe در دسترس عموم قرار گرفتند. هر دو ورژن CS3 و CS3 Extended به عنوان یک برنامه مستقل یا به عنوان قسمتی از Adobe Creative Suite ارائه شده‌اند. هر دو محصول با سیستم‌های Mac و PowerPC مبتنی بر اینتل سازگاری دارند و از ویندوز XP و Vista پشتیبانی می‌کنند. CS3 اولین نسخه فتوشاپ است که به صورت طبیعی روی سیستم‌های Mac با پردازنده‌های اینتل اجرا می‌شود: ورژن‌های قبلی تنها از طریق لایه تبدیل Rosetta قابل اجرا هستند و به هیچ وجه روی Macهای OS X 10.7 یا بالاتر اجرا نمی‌شوند.

#### Adobe CS4

Adobe Photoshop CS4

شامل ابزارهای Pan و Zoom نرم‌تر است و ویرایش تصویر سریع تر با زوم بالاتر را ممکن می‌سازد. رابط کاربری آن که مبتنی بر تب‌ها است، بسیار ساده‌تر و مرتب تر است. فتوشاپ CS4 شامل یک موتور سه بعدی جدید است که با آن می‌توان Gradient Mapها را به اشکال سه بعدی تبدیل کرد، به لایه‌ها و متون عمق داد و و با یک موتور رندر Ray-Tracing، خروجی با کیفیت بالایی به‌دست‌آورد. این ورژن از فرمت‌های سه بعدی رایج، پنل‌های جدید Adjustment و Mask، مقیاس دهی Content Aware، چرخش بوم به صورت روان و گزینه‌های نمایش فایل، پشتیبانی می‌کند. Content Aware Scaling به کاربران اجازه می‌دهد اندازه و مقیاس تصاویر را به‌طور هوشمند تغییر دهند و ابزار چرخش بوم، چرخاندن و ویرایش تصاویر را از هر زاویه ای آسان‌تر می‌کند.
شرکت Adobe فتوشاپ CS4 Extended را عرضه کرد که دارای ویژگی‌های CS4 به علاوه توانایی‌هایی برای تصویرسازی علمی، سه بعدی، نقاشی متحرک، تحلیل دقیق تصویر و کاربران فیلم و ویدئو است. موتور سه بعدی سریع تر به کاربران اجازه می‌دهد مستقیماً روی مدل‌های سه بعدی نقاشی کنند، تصاویر دوبعدی را روی شکل‌های سه بعدی بپیچند و اشکال سه بعدی را متحرک کنند. فتوشاپ CS4 به عنوان جانشین CS3، اولین نسخه ۶۵ بیتی فتوشاپ برای سیستم عامل ویندوز است. ابزار Color Correction نیز به‌طور چشمگیری بهبود یافته‌است.
نسخه‌های CS4 و CS4 Extended در ۱۵ اکتبر سال ۲۰۰۸ عرضه شدند. آنها همچنین از طریق فروشگاه آنلاین Adobe و خرده فروشی‌های دارای مجوز از طرف Adobe در دسترس عموم قرار گرفتند. هر دو نسخه CS4 و CS4 Extended به عنوان یک برنامه مستقل یا به عنوان قسمتی از Adobe Creative Suite ارائه شده‌اند. هر دو محصول با سیستم‌های Mac OS X و PowerPC مبتنی بر اینتل سازگاری دارند و از ویندوز XP و Vista پشتیبانی می‌کنند.

#### Adobe CS5

Adobe Photoshop CS5

فتوشاپ CS5 در ۱۲ آوریل سال ۲۰۱۰ عرضه شد. تیم توسعه آن در یک ویدئویی که در صفحه رسمی فیسبوک خود قرار داد، تکنولوژی‌های جدید در حال توسعه را نشان داد که شامل قلم‌موهای سه بعدی و ابزارهای warp بود. در مه سال ۲۰۱۱، Adobe Creative Suite 5.5 (CS5.5) به همراه ورژن‌های جدیدتر برخی از برنامه‌ها، عرضه شد. ورژن فتوشاپ ۱۲٫۱ آن با نسخه آپدیت شده فتوشاپ CS5 ورژن ۱۲٫۰٫۴ یکسان است، به جز قیمت اشتراک جدید که در ورژن CS5 معرفی شد.
CS5 ابزارهای جدید نظیر Content Aware Fill, Refine Edge, Mixer Brush, Bristle Tips و Puppet Warp را معرفی کرد. همچنین ۳۰ ویژگی و بهبودهای جدیدتری به CS5 اضافه شد که شامل راست کردن خودکار تصویر، ابزار Crop با قانون یک سوم، Color Pickup و ذخیره کردن یک تصویر ۱۶ بیتی به عنوان JPEG است. یک ویژگی دیگر شامل Adobe Mini Bridge است که جستجو و مدیریت بهتر پرونده‌ها را فراهم می‌کند.
CS5 Extended شامل تمام ویژگی‌های CS5 به علاوه ویژگی‌های سه بعدی و ویرایش ویدئو است. یک Material Library جدید اضافه شد که گزینه‌های بیشتری مانند کروم، شیشه و چوب پنبه دارد. از ابزار جدید Shadow Catcher می‌توان برای بهبود اشکال سه بعدی استفاده کرد. برای تصاویر متحرک، ابزارها را می‌توان روی بیش از یک فریم در ویدئو اعمال کرد.
نسخه‌های CS4 و CS4 Extended از طریق فروشگاه آنلاین Adobe و خرده فروشی‌های دارای مجوز از طرف Adobe و فروش‌های مستقیم شرکت Adobe در دسترس عموم قرار گرفتند. هر دو نسخه CS5 و CS5 Extended به عنوان یک برنامه مستقل یا به عنوان قسمتی از Adobe Creative Suite 5 ارائه شده‌اند. هر دو محصول با سیستم‌های Mac OS مبتنی بر اینتل سازگاری دارند و ویندوز XP, Vista و ۷ پشتیبانی می‌کنند.

#### Adobe CS6

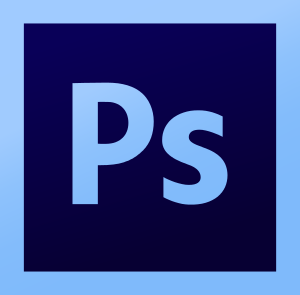
Adobe Photoshop CS6

فتوشاپ CS6 در مه سال ۲۰۱۲ عرضه شد و دارای ابزارهای Creative Design جدید بود و محیط کاربری جدیدی را فراهم کرد که روی عملکرد بهتر تمرکز داشت. ویژگی‌های جدیدی به ابزار Content Aware اضافه شد، از جمله Content-Aware Patch و Content-Aware Move.
فتوشاپ CS6 یک مجموعه از ابزارهایی را برای ویرایش ویدئو ارائه کرد. Color and exposure adjustments و همچنین لایه‌ها، جزو ویژگی‌های این ویرایشگر جدید هستند. بعد از اتمام ویرایش، یک سری گزینه برای ذخیره کردن در فرمت‌های محبوب به کاربر نشان داده می‌شود.
در ورژن CS6 ابزار Straighten به نرم‌افزار فتوشاپ اضافه شد که کاربر تنها با کشیدن یک خط در هر جای تصویر، بوم را تنظیم می‌کند تا خط کشیده شده افقی شده و تصویر مطابق آن اصلاح شود. هدف از این ابزار این بود که کاربر یک خط موازی با یک صفحه در تصویر بکشد و تصویر را مطابق با آن صفحه تنظیم کند تا راحت تر به پرسپکتیو مورد نظر دست یابد.
CS6 قابلیت ذخیره‌سازی در پس زمینه را دارد؛ یعنی درحالی‌که یک پرونده در حال ذخیره شدن است، می‌توان به‌طور همزمان یک عکس را ویرایش کرد. CS6 همچنین شامل یک ویژگی Auto Save قابل شخصی‌سازی است تا احتمال از دست رفتن کارها به حداقل برسد.
فتوشاپ CS6 دارای تمامی روش‌های کار با تصاویر Bitmap می‌باشد که شامل قابلیت‌های لایه بندی و خطوط تراز می‌باشد.
در جدیدترین ورژن فتوشاپ ۱۳٫۱٫۳، شرکت Adobe دیگر از ویندوز XP پشتیبانی نمی‌کند (حتی از x64 مخصوص ویندوز XP 64 بیتی)، بنابراین آخرین ورژنی که روی XP کار می‌کند، ورژن ۱۳٫۰٫۱ است. شرکت Adobe همچنین اعلام کرد که به دلیل اشتراک جدید Creative Cloud، ورژن CS6 آخرین مجموعه ای است که با مجوز دائمی به فروش می‌رسد، اما همچنان به پشتیبانی از CS6 برای سازگاری با OS ادامه خواهد داد و اصلاحات باگ‌ها و آپدیت‌های ضروری را فراهم خواهد کرد.
نسخه cs6 فرمت‌های متنوعی از فیلم‌ها را پشتیبانی می‌کند. برای ویرایش و کار روی فیلم‌ها پنل ویژه‌ای به نام TimeLine تعبیه شده‌است.

### نسخه‌های Creative Cloud
تمامی نرم‌افزارهای ادوبی بعداز سال ۲۰۱۳ نام CC به خود گرفتند که یک قابلیت مهم و مشترک دارند و آن قابلیت CC (Creative Cloud) است. قابلیت رایانش ابری به معنای استفاده از فضای ذخیره‌سازی برخط برای دسترسی کاربران در سراسر جهان به اطلاعات اشتراک گذاری شده‌است. بر همین اساس، کاربران می‌توانند طرح‌های خود را با سایر کاربران Adobe در سراسر دنیا به اشتراک بگذارند.
در نهایت در ورژن۱۳ که بیشتر کاربران آن را بهترین نسخه سری CS می‌شناسند با اضافه کردن قابلیت‌های زیر جای خود را به نسخه‌های گروه CC جهت تولید ورژن جدید نرم‌افزار فتوشاپ داده‌اند. نسخه فتوشاپ با نام CC (Creative Cloud) از سال ۲۰۱۳ تا ۲۰۲۰ در ۸ نسخه منتشر شد.

#### Adobe Photoshop CC 2015
در فتوشاپ سی سی ۲۰۱۵ شاهد تغییرات جدیدی در بخش‌های مختلف هستیم به عنوان مثال گزینه save as for web که خروجی تصاویر رو برای صفحات وب بهینه می‌کند. این نسخه از نرم‌افزار تغییرات زیادی در بهینه کردن ابزارها و فرمان‌ها داشته و ویژه‌ترین قابلیتی که می‌توان از آن نام برد Artboard است که شما می‌توانید در یک Document پروژه‌های مختلف بسازید.

## Adobe Photoshop CC 2017
- تغییر پنجره New Document (افزوده شدن امکان دسترسی به Presetها و قالب‌های آماده Adobe Stock جهت شروع پروژه).
- افزوده شده کادر جستجوی پیشرفته
- افزوده شدن فونت‌های رنگی svg
- بهبود پنل Properties
- ارتقاء پنل Libraries
- فونت‌های OpenType SVG
- افزوده شدن امکانات جدید به پنل قدیمی Properties
- یکی از امکانات جالب در این نسخه از فتوشاپ هم هماهنگی بین فتوشاپ CC 2017 و برنامه جدید طراحی نرم‌افزار و اپلیکیشن شرکت ادوبی با نام Experience Design است که آن را Adobe XD هم می‌نامند.

## Adobe Photoshop CC 2018
- بهینه‌سازی پنل Properties
- دسترسی به تصاویر در Lightroom CC
- قابلیت ویرایش تصاویر پانوراما ۳۶۰ درجه
- تنظیمات پیشرفته و بهینه شده برای براش‌ها
- تنظیمات کنترل نرمی و سختی خطوط و براش‌ها
- فونت‌های متغیر با قابلیت تطابق هوشمند با ساختار طراحی
- سازمان دهی بهتر قلم‌موها

## Adobe Photoshop CC 2019
در تاریخ ۱۵ اکتبر ۲۰۱۸ توسط ادوبی رونمایی و به بازار عرضه شد. در این نسخه دیگر خبری از ورژن ۳۲ بیتی برای ویندوز نیست و این نسخه فقط برای ویندوزهای ۶۴ بیتی ارائه‌شده‌است.
- اضافه شدن دکمه Home به نوار منو فتوشاپ برای مشاهده صفحه ورود نرم‌افزار
- امکان ویرایش متن‌ها با دابل کلیک کردن بر روی آن‌ها در حالت استفاده از ابزار Move tool
- حذف پیغام‌های تأیید دست‌وپا گیر جهت افزایش سرعت کار با برنامه در زمان انجام پروژه‌ها
- افزوده شدن قابلیت Symmetry mode جهت کشیدن خطوط متقارن در بخش براش‌ها

## Adobe Photoshop CC 2020

Adobe Photoshop CC 2020

برای تهیه این نرم‌افزار از سایت ادوبی باید حدود ۲۰٫۹۹ دلار به صورت ماهیانه پرداخت کرد. نرم‌افزار فتوشاپ با شعار (Reimagine reality with Photoshop) انتشار یافته‌است که به معنی واقعیت را با فتوشاپ مجدداً تصور کنید، می‌باشد.
- انتشار فایل‌ها در سیستم Cloud می‌تواند برای مدیریت فایل‌ها در چندین رایانه استفاده شود. بدین ترتیب شما می‌توانید پروژه‌های خود را به صورت مستقیم با دیگر کاربران فتوشاپ به اشتراک بگذرید و نظرات طراحان مختلف را در سراسر دنیا راجع به طرح خود با سرعت بالا دریافت کنید.
- شفاف سازی هوشمند (Smart Sharpen): این ابزار دارای تکنولوژی حرفه ای و جدید برای افزایش شفافیت عکس‌ها می‌باشد. Smart Sharpen عکس‌ها را آنالیز می‌کند و افزایش شفافیت و کاهش نویز و حالت مات شدن را برای شما به ارمغان می‌آورد تا تصویر واقعی به نظر برسند.
- نمونه‌گیری افزایشی هوشمند: افزایش مقدار رزولوشن تصاویر برای پرینت در ابعاد بزرگ یا استفاده از آنها در بیلبوردها یا پوسترهای بزرگ از دیگر امکانات توسعه یافته فتوشاپ است که بدون افت کیفیت می‌تواند با تمام جزئیات عکس شما را بزرگ کند.
- امکانات کامل ویرایش عکس و ویدئو به همراه ابزارهای حرفه ای ویرایش آبجکت‌های ۳ بعدی و آنالیز عکس را در اختیار کاربر قرار می‌دهد.
- گوشه‌های گرد و مربعی متنوع: این قابلیت یکی از مهم‌ترین امکانات Adobe Photoshop است. شما می‌توانید سایز شکل را قبل از ساخت آنها انتخاب کنید. حتی می‌توانید مقدار دایره ای شدن گوشه‌ها را نیز تعیین کنید. اگر شکل شما قرار است در یک صفحه وب قرار گیرد می‌توانید اطلاعات را به صورت فایل CSS دریافت کنید.
- قابلیت انتخاب چندین شکل و Contour به صورت همزمان کارایی نرم‌افزار را به صورت چشمگیری افزایش می‌دهد. بدین ترتیب می‌توانید تنها با چند کلیک ساده روی وکتورها و شکل‌ها ماسک قرار دهید.
- حذف مشکلات لرزش دست در عکس‌ها: عکس‌هایی که در حالت لرزش دست تهیه شده‌اند معمولاً مات و نا واضح می‌باشند. همچنین عکس‌هایی که در سرعت کم شاتر دوربین گرفته شده‌اند یا طول فاصله کانونی زیادی دارند با استفاده از این عملکرد جدید می‌توانید آنالیز و بهینه‌سازی شوند.
- پشتیبانی کامل تر از Smart Objectها. انتخاب افکت‌ها و مات کردن عکس‌ها یا قابلیت بازگرداندن به حالت قبل و پشتیبانی از Smart Objectها از امکانات توسعه یافته این نسخه از فتوشاپ است. شما می‌توانید به عکس‌ها یا ویدئوها خود افکت‌های مختلفی اضافه کنید و هر زمان که خواستید به حالت اولیه بازگردید. تغییر یا حذف افکت‌هایی که ساخته‌اید بدین ترتیب ساده خواهند بود.
- نقاشی توسعه یافته آبجکت‌های 3D و تکسچرها. با استفاده از مکانیزم قدرتمند نقاشی در فتوشاپ می‌توانید مدل‌های سه بعدی زیبایی خلق کنید.
- با استفاده از استایل‌های فوت می‌توانید افکت‌های ساخته شده را ذخیره کرده و هر زمان که نیاز بود مجدداً با یک کلیک آنها را اعمال کنید.
- Adobe Photoshop می‌تواند به سادگی کدهای CSS برای طراحی عناصر وب را به شما بدهد. بدین ترتیب تنها کافیست که کد را در ویرایشگر وب سایت خود کپی و Paste کنید.
- پنل صحنه سه بعدی جدید و توسعه یافته برای ویرایش ۲ بعدی و ۳ بعدی که شامل پارامترهای محبوب شما مانند Duplicate,Create An Instance,Group و Delete می‌باشد.
- کاهش صرف زمان برای کارهای روزمره با استفاده از امکانات کاربرپسند نرم‌افزار
- افکت‌های ۳ بعدی زیباتر و بهتر شامل سایه‌ها و انعکاس‌های حرفه ای برای آبجکت‌های ۳ بعدی
- وارد کردن رنگ از فایل‌های وب مانند فایل‌های HTML, CSS و SVG به صورت مستقیم

## Adobe Photoshop CC 2021

Adobe Photoshop 2021

فتوشاپ نسخه ۲۲ که با نام فتوشاپ ۲۰۲۱ شناخته می‌شود امکانات جدیدتری همراه با هوش مصنوعی ارائه کرده‌است. فیلترهای عصبی (Neural Filters)، تعویض آسمان (Sky replacement)، دیسکاور (Discover)، همگام‌سازی پیش‌فرض (Preset Syncing)، دعوت به ویرایش (Invite to Edit) و تاریخچه نسخه (Version History) از ویژگی‌های مهم فتوشاپ ۲۰۲۱ هستند.

### فیلترهای عصبی
فیلترهای عصبی (Neural Filters) فیلترهایی هستند که به کمک هوش مصنوعی شرکت ادوبی که با نام ادوبی سنسی (Adobe Sensei) شناخته می‌شود، کار می‌کنند. به سادگی می‌توان با استفاده از لغزنده‌ها، سن، مو، حالت‌های چهره، روتوش خودکار و دقیق و موارد دیگر را تغییر دهید.

### تعویض آسمان
تعویض آسمان (Sky replacement) ابزاری است که به کمک آن می‌توان با استفاده از چند کلیک یک پیش تنظیم آسمان یا تصویر آسمان مورد نظر خود را به صحنه وارد کرد. سپس می‌توانید پس زمینه جدید خود را از طریق یک سری لغزنده اختصاصی نور، رنگ، دما و موارد دیگر را تنظیم کنید.

### کاشف
پنل کاشف یا دیسکاور (Discover) پنلی است که با استفاده از آن می‌توانید نام ابزار، پنل یا ویژگی موردنظر را نوشته و در سریع‌ترین حالت ممکن به آن دسترسی پیدا کنید. همچنین شامل خودآموزهای قدم به قدم و توابع توسعه یافته دسترسی پیدا کردن است. ادوبی پنل Discovery را نیز در این به‌روزرسانی بهبود داده و می‌توان توسط آن و بدون نیاز به یوتیوب، کار با فتوشاپ را ساده‌تر یادگرفت. همچنین اعمال سریع (Quick Actions) در این پنل به شما اجازه می‌دهد به راحتی مراحل وقت گیر و تکراری و حتی مباحث آموزشی را که در حال مرور هستید به عنوان یک اکشن ثبت و استفاده کنید.

### همگام‌سازی پیش‌فرض
همگام‌سازی پیش‌فرض (Preset Syncing) به‌صورت خودکار براش‌های شخصی‌سازی، سواچز (swatches)، گریدینتس، الگوها، نوع‌ها و شکل‌ها را پشتیبانی و همگام سازی می‌کند و اجازه دسترسی آن را در هر جایی از نرم‌افزار فتوشاپ را به شما می‌دهد. درحال حاضر فقط فتوشاپ بر روی آی پد (Photoshop on the iPad) از این قابلیت پشتیبانی می‌کند.

### دعوت به ویرایش
ادوبی امروز همکاری اسناد را آسان‌تر می‌کند و گردش کار تیم را بهبود ببخشید کار بر روی پروژه‌های طراحی عملکرد جدیدی برای دعوت به ویرایش (Invite to Edit) وجود دارد و این صرفاً پس‌انداز این تیم‌هایی است که با هم روی پروژه‌ها کار می‌کنند. این ویژگی اجازه ویرایش همزمان اسناد را می‌دهد. به شما امکان می‌دهد پرونده‌های همکاران و دوستان خود را از راه دور ویرایش کنید. خواه روی دسک تاپ باشند، iPad یا iPhone. این بدان معنی است که طراحان می‌توانند اسناد مشترک را در ابر یک به یک ویرایش کنند.

### تاریخچه نسخه
تاریخچه نسخه (Version History) به کاربران اجازه می‌دهد در حالت آفلاین بر روی اسناد ابری ویرایش کنند.
در کل، نسخه‌های اصلی ارائه شده از این نرم‌افزار شامل موارد زیر می‌شود:

## Adobe Photoshop Elements

Adobe Photoshop Elements

یک ویرایشگر گرافیکی سطح پایین به حساب می‌آید. خرید آن معمولاً ارزان‌تر از ادوبی فتوشاپ است، اما خدمات کمی را ارائه می‌دهد. البته این خدمات هنوز هم مفید هستند، المان‌های آن بر ارائه ابزارهای ویرایش عکس که ساده‌تر از نرم‌افزار اصلی هستند، تمرکز دارد که هنوز هم مناسب است. شما می‌توانید از آن برای رفع سریع اثر قرمزی چشم، تغییر رنگ پوست یا از بین بردن لکه‌ها استفاده کنید. با این حال کاربرد چندانی برای طراحان گرافیک ندارد.

## Adobe Photoshop Express

Adobe Photoshop Express 2020

نسخه موبایل فتوشاپ است، اگرچه برای ویندوز ۸ و بالاتر نیز موجود است. ارزان‌ترین نسخه فتوشاپ با افکت‌های آماده و امکانات کمتر نسبت به دیگر انواع فتوشاپ مناسب بر روی تلفن همراه است. این به این معنی است که بسیار ساده‌تر است، و یک طیف اساسی از کارکردهای ویرایش تصویر مانند کنتراست و ترفندهای در معرض نور، و رفع لکه‌ها را فراهم می‌کند. همچنین می‌توان متن را به تصاویر اضافه کرد.

## Adobe Photoshop Touch
یک نسخه فتوشاپ است که مخصوص تبلت‌ها و دستگاه‌های لمسی طراحی شده‌است. این برنامه دارای بسیاری از ویژگی‌های ورژن رایانه‌ای است. Photoshop Touch برای اندروید و آی‌اواس موجود است. دو ورژن آی‌اواس وجود دارد که یکی طراحی شده برای آی‌پد و دیگری برای آیفون و آی‌پد تاچ است که هر دو نیازمند آی‌اواس ۶ یا ورژن‌های بالاتر هستند. ورژن‌های اندروید را می‌توان روی تمام دستگاه‌های اندروید (اندروید ۴ به بالا) و تبلت‌ها (اندروید ۳ به بالا) نصب کرد. لازم است ذکر شود که تولید این برنامه متوقف شده‌است.

## پیشرفت هنر و تکنولوژی

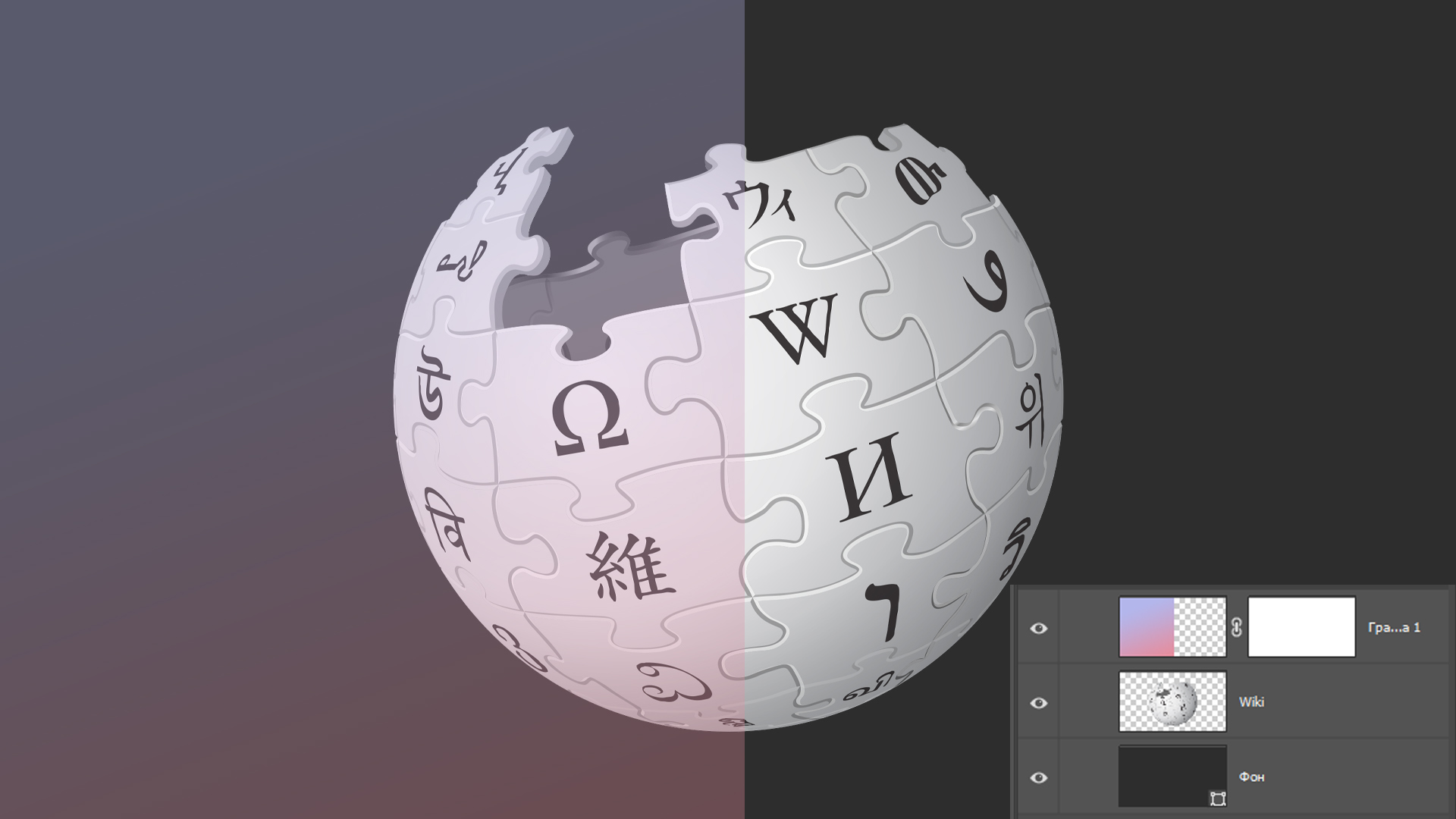
نماد ویکی‌پدیا در حال ویرایش شدن در فتوشاپ

پس از ساخت و توسعه نرم‌افزار قدرتمند فتوشاپ این نرم‌افزار در میان مردم محبوب شناخته شد.
اما در ابتدا شروع کار، این نرم‌افزار رنگ و ابزارهای کاملی نداشت و در بعضی از به‌روزرسانی‌ها به دلیل مشکلات نرم‌افزار (در برنامه‌نویسی) مخاطبان ناراضی بودند و سعی می‌کردند از نسخه‌های پیشین استفاده کنند تا نسخه پایدار و جدیدی با امکانات بیشتر فرا برسد. برای مثال مشکل در خروجی گرفتن عکس، فرمت‌های محدود و…
اما امروزه شاهد این هستیم که این محصول قدرتمند شرکت ادوبی برترین نرم‌افزار در زمینهٔ ویرایش عکس به‌شمار می‌آید؛ بااین‌حال با کامل شدن امکانات، دستیابی به خواسته‌ها از یک عکس بیشتر می‌شود و در همین بین هنرها، سبک‌ها و شغل‌های زیادی به وجود آمده‌اند که البته امروزه طرفداران زیادی پیدا کرده‌اند، مانند فتومونتاژ، فاین آرت، تایپوگرافی، سایه زنی و …
اگر بخواهیم به‌طور علمی و در حیطه رشته گرافیک صحبت کنیم باید بگوییم که همه کسانی که با گرافیک کامپیوتری سرو کار دارند، به نوعی محتاج این نرم‌افزار هستند. فتوشاپ ابزاری ست برای همه کسانی که در رایانه با گرافیک ثابت و حتی متحرک سرو کار دارند. گرافیست‌ها، ناشرین کتب و مجلات، چاپخانه‌ها، شرکت‌های تبلیغاتی، طراحان سایت، عکاس‌ها، نقاشان هنری طراحان نرم‌افزارها، انیمیشن سازها و …. به فتوشاپ احتیاج دارند.
از دید گرافیکی نرم‌افزار فتوشاپ توانایی کار با چندین نمونه رنگی را دارد، که عبارت‌اند از نمونه‌های. رنگی آرجی‌بی (RGB)، ال‌ای‌بی (LAB)، سی‌ام‌وای‌کی (CMYK)، سیاه‌وسفید و غیره.

## پسوندها

یک پرونده PSD

فتوشاپ قادر به خواندن و نوشتن پرونده‌های تصویری در قالب‌هایی از قبیل TIFF ,GIF ,JPEG ,PNG, PDF, JPG، دایکام و غیره‌است. همچنین فرمت اختصاصی این نرم‌افزار پی‌اس‌دی (به انگلیسی: PSD) نام دارد (مخفف Photoshop Document یا سند فتوشاپ). پی اس دی یک تصویر همراه با بسیاری از ویژگی‌ها آن مثل لایه‌ها، شفافیت، متن، کانال‌های آلفا و مسک‌هایی که بر روی لایه‌ها اعمال شده‌اند است. فرمت پی اس دی به کاربران فتوشاپ این امکان را می‌دهد که پروژه ویرایش شده خود را که به اتمام نرسیده در حافظه ذخیره کنند و بعداً در فرصتی مناسب دوباره بر روی آن پروژه کار کنند. در یک فایل لایه باز شما می‌توانید اجزا مختلف تصویر را جابجا کرده و در آن‌ها تغییر ایجاد کنید. فرمت پی اس دی در فتوشاپ توانایی ذخیره حداکثر پرونده با حجم دو گیگابایت و مقدار 30000X30000 پیکسل را دارد.
فرمت پی اس بی PSB (Large Document Format) توانایی ذخیره پرونده با حجم بیشتر از دو گیگابایت و مقدار بیشتراز 30000X30000 پیکسل را دارد. فایل‌های PSB همانند فایل‌های PSD امکان ذخیره به صورت لایه باز را دارند با این تفاوت که ابعاد تصاویری که در آن‌ها می‌تواند ذخیره شود بسیار بزرگ‌تر می‌باشد. بیشتر پسوند PSB برای کارهای سنگین و بزرگ مانند طراحی بیلبورد که کار سنگینی برای یک طراح می‌باشد را شامل می‌شود. فایل‌های PSB توانایی تغییر به Tiff برای امور چاپی و استفاده در دیگر نرم‌افزارها را برخوردارند. نسخه‌های قبل از CS فتوشاپ قادر به باز کردن این فرمت نیستند.
اسناد cloud با پسوند جدید psdc (مخفف Photoshop Document Cloud یا سند ابری فتوشاپ) ذخیره می‌شوند و در my computer بخش downlod وجود داری.

### لایه بازها
لایه بازها در حقیقت فایل‌های قابل ادیت و ویرایش نرم‌افزار فتوشاپ هستند. کاربران بعد از طراحی لایه‌ها و المان‌های اصلی در فتوشاپ می‌توانند آن را در فرمت لایه باز یا PSD ذخیره کنند. با این کار بعد از بسته شدن فتوشاپ می‌توانند بارها آن را ادیت و ویرایش کنند. از طرفی انتقال طرح‌هایی که در فتوشاپ ایجاد شده بسیار راحت تر شده و کاربران می‌توانند این فایل‌ها را در سیستم‌های متخلف یا با کاربران مختلف به اشتراک بگذارند.
البته سایت‌های بسیاری چه در ایران و چه خارج از ایران ایجاد شدند و اقدام به فروش طرح‌های لایه باز که توسط طراحان گرافیک و .. طراحی شده بود کردند. از همین رو مشاغل بسیاری برای طراحان گرافیک با فروش لایه بازها و فایل‌های گرافیکی به وجود آمد. از جمله این سایت‌ها می‌توان به سایت فری پیک (Freepik) و آرتیک اشاره نمود.

### ارتباط با نرم‌افزارهای دیگر ادوبی
می‌توان پرونده‌های PSD, PSB و psdc را در سایر نرم‌افزارهای شرکت ادوبی مانند: بریج، لایتروم، این‌دیزاین و ایلوستریتور و… استفاده نمود.

## فتوشاپ و ایلوستریتور
تفاوت اساسی میان فتوشاپ و ایلوستریتور در نوع ویرایش آن‌ها است. فتوشاپ یک ویرایشگر گرافیک شطرنجی (Raster graphics editor) است اما ایلوستریتور یک ویرایشگر گرافیک برداری (Vector graphics editor) است. ایلوستریتور که یک نرم‌افزار برداری است و از ریاضیات برای محاسبات خود پیروی می‌کند، برعکس فتوشاپ نرم‌افزاری پیکسلی است و محاسبات آن بر اساس پیکسل‌ها محاسبه می‌شود. از آنجایی که تصاویر از نظر تکنیکی حاصل یک سری فرمول هستند، می‌توانید بدون نگرانی آنها را بزرگ و کوچک کنید و حرکت و تغییر سایز دهید. برنامه اتوماتیک فرمولها را دوباره محاسبه کرده و تصویر نهایی را بدون هیچ‌گونه افت کیفیتی نمایش می‌دهد. فتوشاپ برای ویرایش تصاویر و عکس‌های گرفته شده با دوربین است. در حالی که ایلاستریتور برای تصویرسازی و طراحی شکل‌های انتزاعی مورد استفاده قرار می‌گیرد.
قابلیت غیرمخرب Smart Object فتوشاپ نیز می‌تواند اشکال وکتوری پیچیده‌ای را وارد کند.

## ویژگی‌های فتوشاپ
اگرچه در ابتدا فتوشاپ برای ویرایش عکس‌ها جهت چاپ روی کاغذ طراحی شده بود، اما به خاطر تنوع ابزارهایی که در اختیار کاربر می‌گذارد، از فتوشاپ به‌طور فزاینده‌ای برای تولید و ویرایش عکس‌ها در فرمت‌های دیجیتال (به خصوص برای استفاده در وب) استفاده می‌شود.

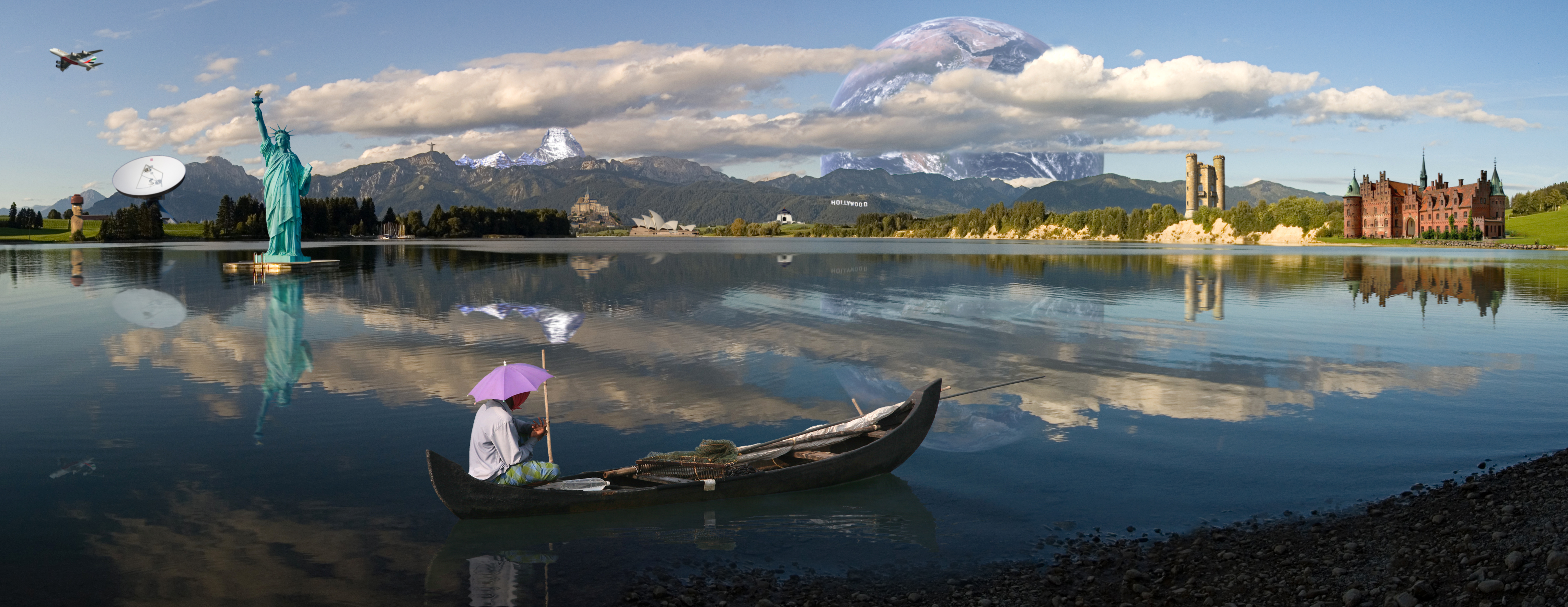
یک فتومونتاژ ساخته‌شده با فتوشاپ

فتوشاپ همچنین با دیگر نرم‌افزارهای شرکت ادوبی برای ویرایش و ساخت انیمیشن و لوح‌های فشرده ارتباط قوی دارد. فایل‌ها در فرمت اختصاصی فتوشاپ پی‌اس‌دی می‌توانند به نرم‌افزارهای دیگر از قبیل ادوبی ایمیج‌ردی، ادوبی ایلاستریتور، ادوبی پریمیر پرو، ادوبی افتر افکتس و ادوبی مدیا انکودر صادر شوند و بالعکس، از آن‌ها به فتوشاپ وارد شوند. برای مثال، فتوشاپ CS (نسخه ۹) از ساخت منو و دکمه‌هایی برای دی‌وی‌دی حمایت می‌کند (که بعداً در نرم‌افزار ادوبی مدیا انکودر مورد استفاده قرار می‌گیرند).
در نسخه‌های پیشین، این نرم‌افزار همراه با نرم‌افزار دیگری به نام ادوبی ایمیج‌ردی نصب می‌شد که روی آماده‌سازی تصاویر برای وب تمرکز داشت. تنظیم دقیق فرمت، کیفیت، فشرده‌سازی تصاویر و انیمیشن در فرمت گیف از امکانات این برنامه بودند. بعد از خرید شرکت مکرومدیا توسط ادوبی و اضافه شدن برنامه فایرورکس بسته‌های نرم‌افزاری ادوبی، اکثر امکانات این برنامه با فتوشاپ ادغام شدند.
از دید گرافیکی نرم‌افزار فتوشاپ توانایی کار با چندین نمونه رنگی را دارد؛ که عبارت‌اند از نمونه‌های رنگی آرجی‌بی، ال‌ای‌بی، سی‌ام‌وای‌کی، سیاه و سفید و غیره.
فتوشاپ با ابزار براش و استفاده از رنگ شما را قادر به تولید تصاویر حرفه ای و رؤیایی می‌کند، با تولید براش‌های حرفه ای و مختلف می‌توانید تقارن و زیبایی را به تصاویرتان ببخشید
فتوشاپ قادر به خواندن و نوشتن پرونده‌های تصویری در قالب‌هایی از قبیل تیف TIFF، گیف GIF, جی‌پی ای ی JPEG، پی ان جی PNG و غیره‌است. همچنین فرمت اختصاصی این نرم‌افزار پی‌اس‌دی (به انگلیسی: PSD) نام دارد (مخفف Photoshop Document یا سند فتوشاپ).
شهرت فتوشاپ سبب شده‌است تا فرمت PSD به صورت گسترده توسط برخی نرم‌افزارهای مشابه مانند GIMP و همچین برخی از سایر نرم‌افزارهای شرکت ادوبی مانند ادوبی افترافکتس و ادوبی ایلاستریتور پشتیبانی شود. فرمت PSB نسخه جدیدتری از فرمت قبلی است که برای فایل‌هایی با اندازه بیشتر از ۲ گیگابایت طراحی شده‌است.
از جمله قابلیت‌های اضافه شده در آخرین ورژن‌های منتشر شده از نسخه cc می‌توان به موارد زیر اشاره کرد:
-
↵- تمپلت‌های آماده برای طراحی برای انواع تخصص‌ها (وبسایت، اپلیکیشن و…)
↵- قابلیت ذخیره کردن سریعتر از استس‌های یک پروژه از بخش لایه ها
↵- اضافه شدن جستجوی سریع بین لایه‌ها، افکت‌ها، پنل تنظیمات جدید، بهبود کارایی شیفت، انتخاب سوژه با یک کلیک، نمونه‌گیری افزایشی هوشمند، حذف لرزش دست در عکس‌ها، گوشه‌های متنوع برای اشکال، پشتیبانی بهبود یافته از Smart Objectها، تولید کدهای CSS برای طراحی عناصر وب (بهبود یافته) و…
↵- بخش جذابی که در ورژنهای اخیر بیشتر به چشم می‌خورد قابلیت سلکت سریع و آسان در زیر مجموعه سابجکت سلکت است که باعث سرعت بیشتر کار بر روی تصاویر می‌شود.
فتوشاپ ابزاری بسیار قدرتمند در تشخیص رنگ‌ها و تغییر ساده تصاویر بر اساس نور است.

## فتومونتاژ

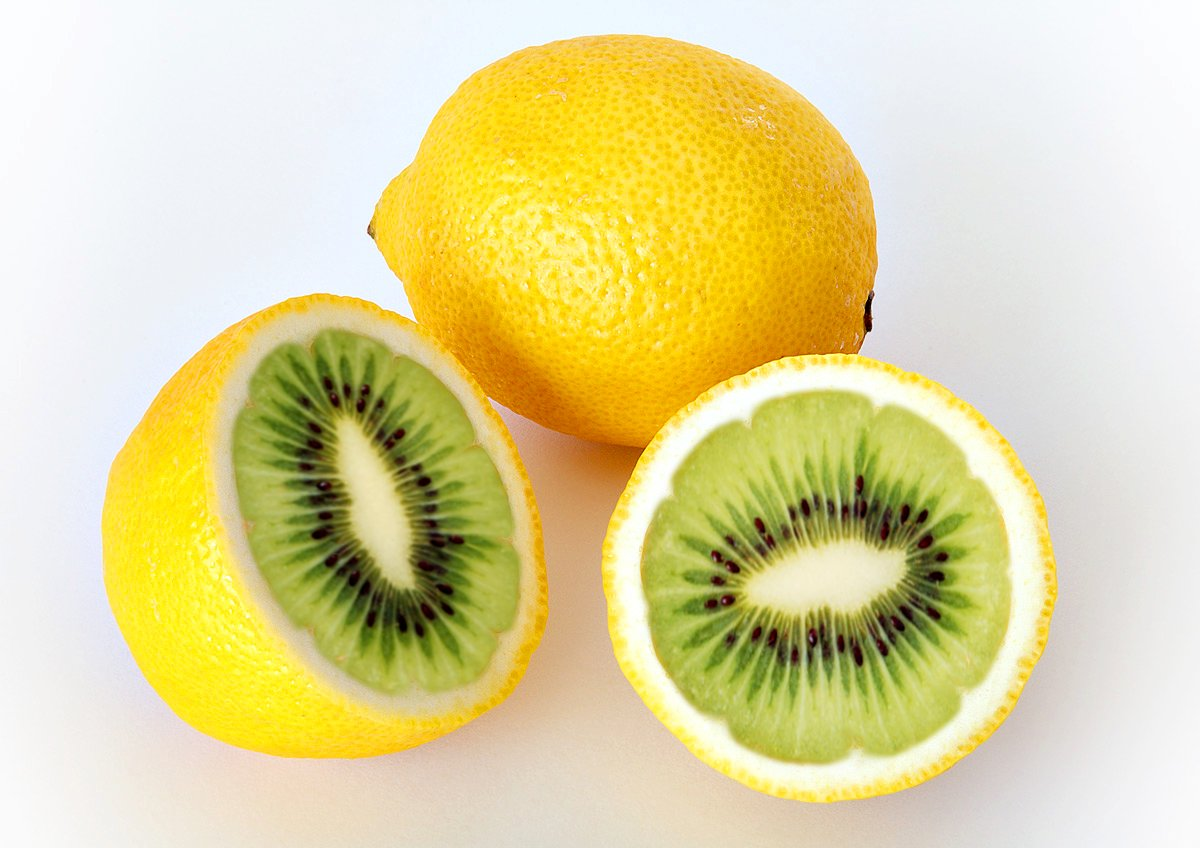
نمونه‌ای از فتومونتاژ کیوی و لیمو

در تکنیک فتومونتاژ، با استفاده از ابزارهای مختلف که نرم‌افزارهایی نظیر فتوشاپ دارای آن هستند و ترکیب و سوارکردن تصاویر روی هم و نورپردازی دقیق آن‌ها، تصاویری واقعی و طبیعی ساخته می‌شود.

## کاربرد فتومونتاژ
قبل از رواج پیدا کردن این سبک طراحی (فتومونتاژ)، برای ایجاد هرچیزی که در ذهنمان بود لازم داشتیم کلی هزینه دکور و تجهیزات و گریم به همراه نورپردازی‌های سنگین انجام دهیم، که هزینه‌های مالی و زمانی زیادی رو می‌گرفت. با شکل‌گیری این سبک و با کمک نرم‌افزار فتوشاپ، فتومونتاژ شکل تازه ای به خودش گرفت که امروزه حرفه ای‌ترین پوسترهای تبلیغاتی، پوستر فیلم‌های سینمایی و تصاویر هنری (مخصوصاً در بازار داغ NFT) و ده‌ها کاربرد دیگر، همگی از کاربردهای این سبک فوق‌العاده جذاب هست.

## هوش مصنوعی فتوشاپ
چندسالی هست که قابلیت‌های ویژه ای به فتوشاپ اضافه شده‌است. به عنوان مثال Content - Aware به ما کمک می‌کند تا با کمک هوش مصنوعی فتوشاپ، شیئی را در تصویر حذف کنیم یا بخشی از تصویر که وجود ندارد را بسازیم. یا قابلیت Object Selection که با یک کلیک، سوژه مورد نظر ما را در تصویر انتخاب می‌کند و دیگر نیاز به دوربری تصاویر وجود ندارد.

## نگارخانه

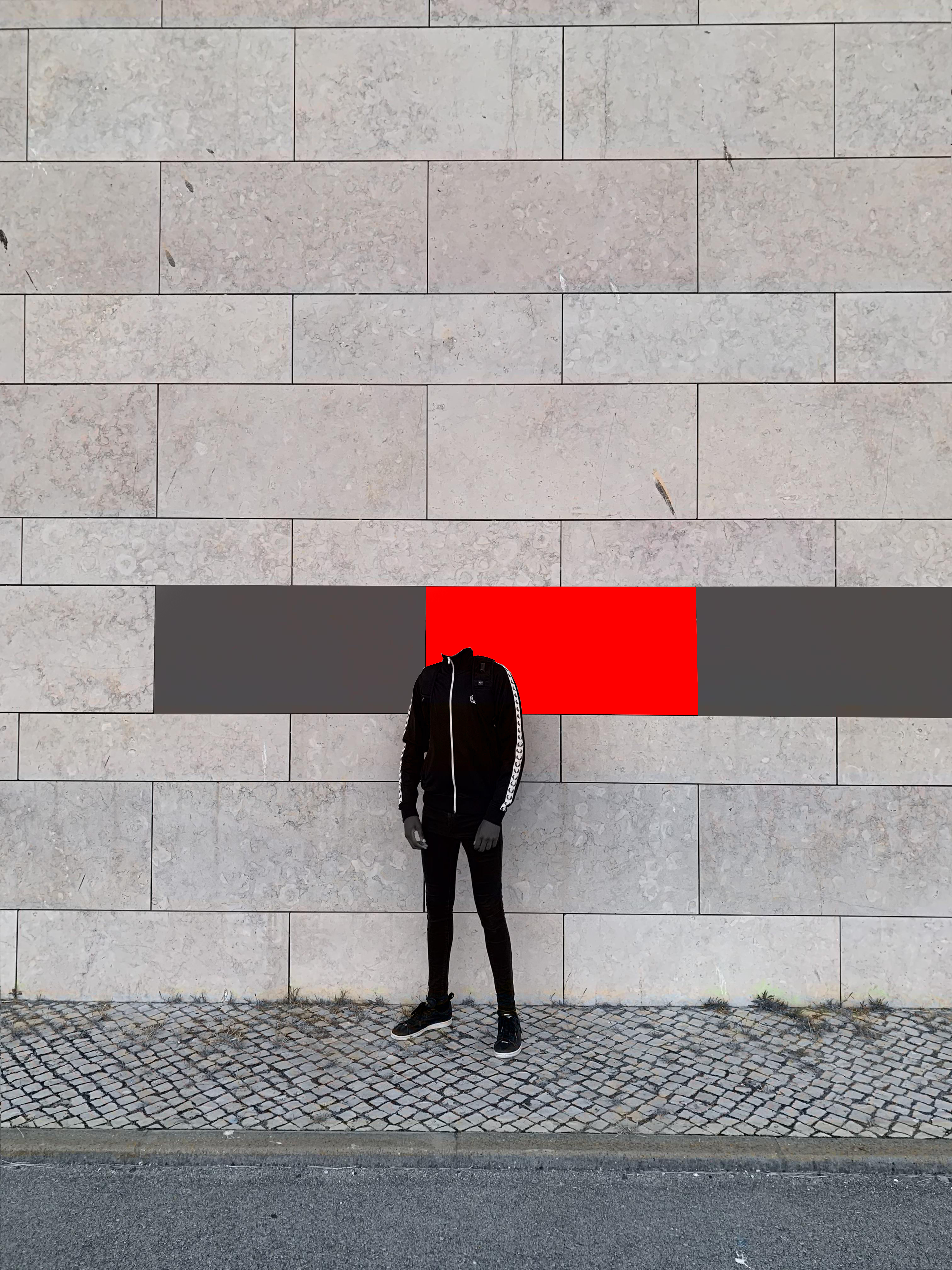
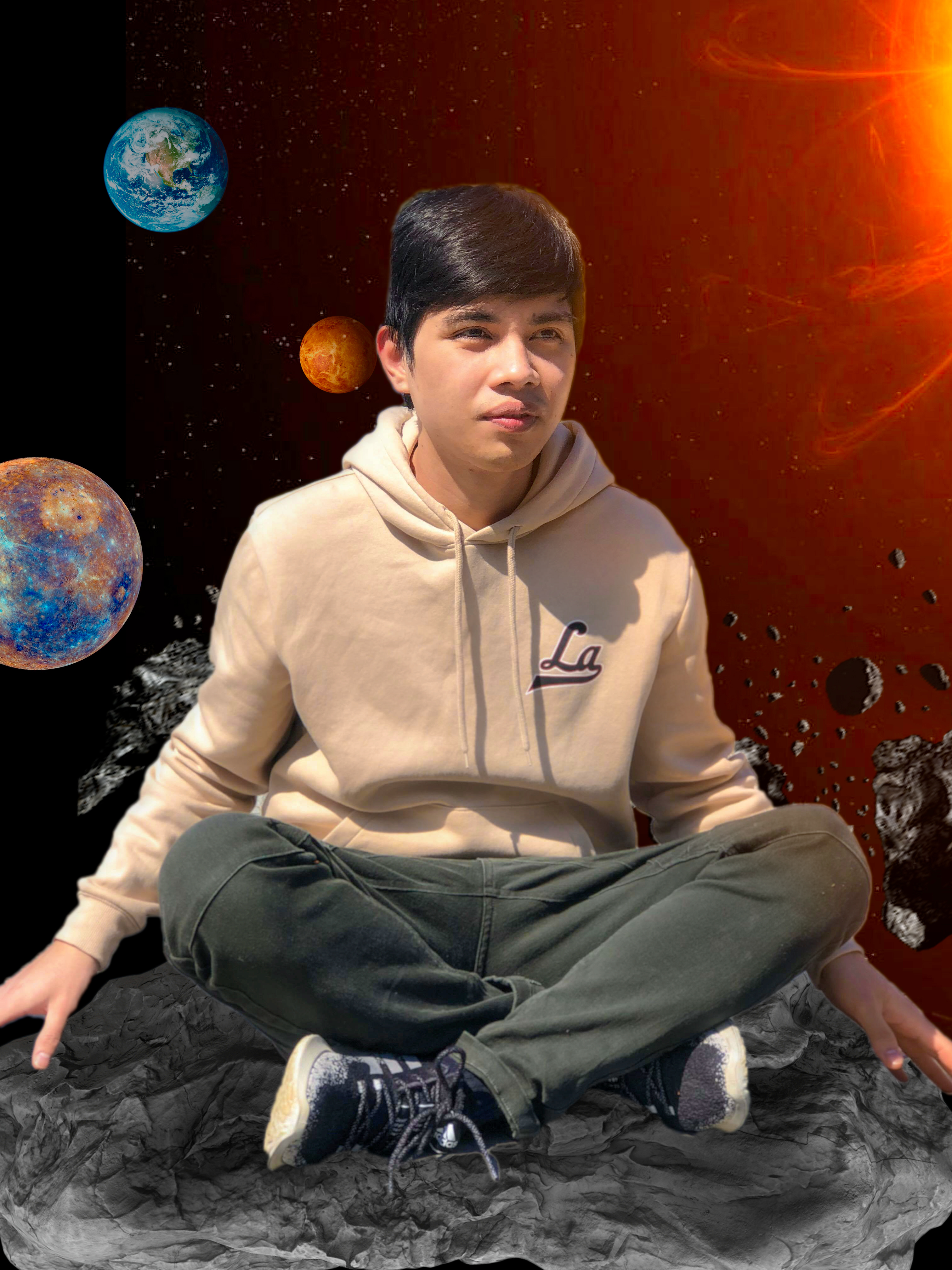
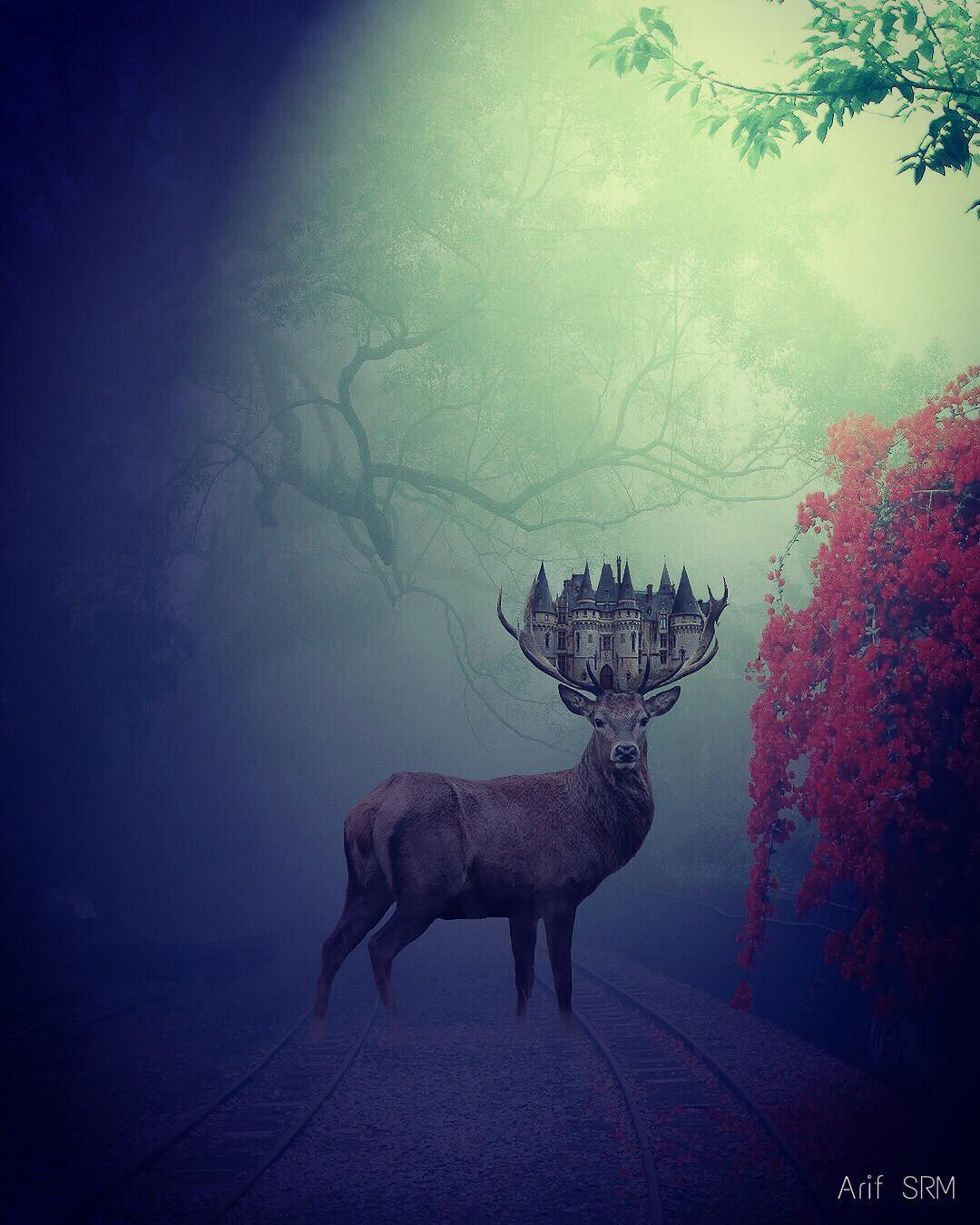